# Liste der Bodendenkmäler in Illertissen
Auf dieser Seite sind die Bodendenkmäler in der schwäbischen Stadt Illertissen zusammengestellt. Diese Tabelle ist eine Teilliste der Liste der Bodendenkmäler in Bayern. Grundlage ist die Bayerische Denkmalliste, die auf Basis des Bayerischen Denkmalschutzgesetzes vom 1. Oktober 1973 erstmals erstellt wurde und seither durch das Bayerische Landesamt für Denkmalpflege geführt wird. Die folgenden Angaben ersetzen nicht die rechtsverbindliche Auskunft der Denkmalschutzbehörde.

## Bodendenkmäler in Illertissen
| Lage       | Objekt                                                                                      | Akten-Nr.     | Bild |
| ---------- | ------------------------------------------------------------------------------------------- | ------------- | ---- |
| (Standort) | Grabhügel vorgeschichtlicher Zeitstellung.                                                  | D-7-7726-0035 |      |
| (Standort) | Mittelalterliche und frühneuzeitliche Befunde im Bereich der Kath. Kuratiekirche            | D-7-7726-0039 |      |
| (Standort) | Brandgräber der Urnenfelderzeit.                                                            | D-7-7726-0052 |      |
| (Standort) | Körpergräber des Frühmittelalters.                                                          | D-7-7726-0054 |      |
| (Standort) | Reihengräber des Frühmittelalters.                                                          | D-7-7726-0055 |      |
| (Standort) | Rechteckige Einfriedung vor- und frühgeschichtlicher Zeitstellung.                          | D-7-7726-0058 |      |
| (Standort) | Körpergräber vor- und frühgeschichtlicher oder mittelalterlicher Zeitstellung.              | D-7-7726-0063 |      |
| (Standort) | Mittelalterliche und frühneuzeitliche Befunde im Bereich der Kath. Pfarrkirche St. Meinrad  | D-7-7726-0066 |      |
| (Standort) | Freilandstation des Spätpaläolithikums und des Mesolithikums.                               | D-7-7726-0079 |      |
| (Standort) | Freilandstation des Spätpaläolithikums und des Mesolithikums.                               | D-7-7726-0080 |      |
| (Standort) | Freilandstationen des Magdalénien, des Spätpaläolithikums und des Frühmesolithikums;        | D-7-7726-0081 |      |
| (Standort) | Freilandstation des Spätpaläolithikums und des Frühmesolithikums.                           | D-7-7726-0082 |      |
| (Standort) | Eisenverhüttungsplatz vor- und frühgeschichtlicher Zeitstellung.                            | D-7-7726-0083 |      |
| (Standort) | Mittelalterliche und frühneuzeitliche Befunde im Bereich der Kath. Pfarrkirche              | D-7-7726-0089 |      |
| (Standort) | Villa rustica der römischen Kaiserzeit, Gräber des frühen Mittelalters                      | D-7-7726-0091 |      |
| (Standort) | Spätmittelalterliche Befestigung des Marktortes Illertissen.                                | D-7-7726-0092 |      |
| (Standort) | Mittelalterliche Burg Tissen und untertägige Bestandteile des heutigen Vöhlinschlosses      | D-7-7726-0093 |      |
| (Standort) | Mittelalterliche und frühneuzeitliche Befunde im Bereich der Kath. Stadtpfarrkirche         | D-7-7726-0094 |      |
| (Standort) | Mittelalterliche und frühneuzeitliche Befunde im Bereich der Kath. Pfarrkirche St. Antonius | D-7-7726-0108 |      |
| (Standort) | Ehemalige Klause Tannenhärtle und abgegangene „14-Nothelfer-Kapelle“.                       | D-7-7726-0109 |      |
| (Standort) | Gräber der späten Bronze- und der Urnenfelderzeit.                                          | D-7-7726-0148 |      |
| (Standort) | Siedlung der Urnenfelderzeit.                                                               | D-7-7726-0154 |      |
| (Standort) | Siedlung der Vorgeschichte, Siedlung des Spätmittelalters und der frühen Neuzeit.           | D-7-7726-0156 |      |
| (Standort) | Freilandstation des Mesolithikums, Eisenverhüttungsplatz der Latènezeit.                    | D-7-7826-0028 |      |
| (Standort) | Freilandstation des Mesolithikums, Eisenverhüttungsplatz vor- und frühgeschichtlicher Zeit  | D-7-7826-0029 |      |